# 红极乐鸟
红极乐鸟（学名：Paradisaea rubra）是极乐鸟科极乐鸟属下的一种鸟。

## 特征
红极乐鸟的体长一般在13-14英寸（33-35.6厘米）之间，身体呈棕色或黄色，虹膜为深棕色，腿部灰色，喙为黄色。雄鸟面部有翠绿色，尾部羽毛呈开塞钻形。红极乐鸟主要以莓果和节肢动物为食。

## 分布
红极乐鸟是印度尼西亚的特有種，主要分布在西巴布亞省衛吉島和拉賈安帕特群島的巴丹塔島热带雨林低地。

## 文化
- 红极乐鸟曾出现在1992年发行的20000面额印尼盾纸币正面。

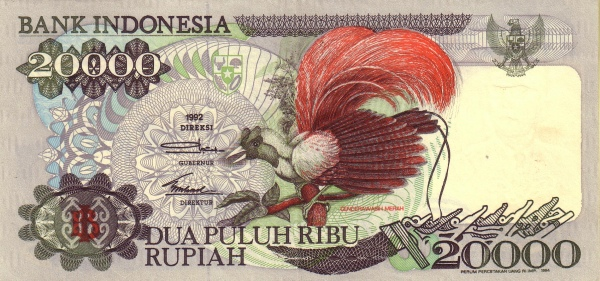
印尼盾上的红极乐鸟